# Dictyophara
Dictyophara är ett släkte av insekter. Dictyophara ingår i familjen Dictyopharidae.

## Dottertaxa tillDictyophara, i alfabetisk ordning[1]
- Dictyophara affinis
- Dictyophara afghana
- Dictyophara albata
- Dictyophara anatina
- Dictyophara asiatica
- Dictyophara australiaca
- Dictyophara bergevini
- Dictyophara borneides
- Dictyophara bovina
- Dictyophara compacta
- Dictyophara concolor
- Dictyophara confusa
- Dictyophara cribrata
- Dictyophara cyrnea
- Dictyophara distincta
- Dictyophara dixoni
- Dictyophara eifeliana
- Dictyophara eremica
- Dictyophara eugeniae
- Dictyophara europaea
- Dictyophara exoptata
- Dictyophara flavicostata
- Dictyophara frontalis
- Dictyophara glaucides
- Dictyophara haywardi
- Dictyophara hoberlandti
- Dictyophara infumata
- Dictyophara inscia
- Dictyophara iracina
- Dictyophara iranica
- Dictyophara kaszabi
- Dictyophara kazeruna
- Dictyophara koreana
- Dictyophara kotoshonis
- Dictyophara lacustris
- Dictyophara lallemandi
- Dictyophara lindbergi
- Dictyophara longirostrata
- Dictyophara longirostris
- Dictyophara manchurica
- Dictyophara merjensis
- Dictyophara minuta
- Dictyophara misionensis
- Dictyophara multireticulata
- Dictyophara nekkana
- Dictyophara nereides
- Dictyophara nigrimacula
- Dictyophara nigromaculata
- Dictyophara nigrosuturalis
- Dictyophara nigrovittata
- Dictyophara nilgiriensis
- Dictyophara nizipa
- Dictyophara obtusiceps
- Dictyophara okinawensis
- Dictyophara pakistana
- Dictyophara pales
- Dictyophara palisoti
- Dictyophara pannonica
- Dictyophara pazukii
- Dictyophara picta
- Dictyophara prasina
- Dictyophara prognatha
- Dictyophara sauropsis
- Dictyophara scolopax
- Dictyophara seladonica
- Dictyophara sordida
- Dictyophara speicarina
- Dictyophara spuria
- Dictyophara subsimilis
- Dictyophara sumatrana
- Dictyophara tangigharuha
- Dictyophara timorina
- Dictyophara vishneviensis